# Jean-Luc Lagardère
Jean-Luc Lagardère (Aubiet, 10 de fevereiro de 1928 – Paris, 14 de março de 2003) foi um empresário francês, fundador e CEO do Grupo Lagardère, um dos maiores conglomerados empresariais da França, que atua em diversas áreas como aviação (Airbus), mídia (editora Hachette), tecnologia aeroespacial e equipamentos de defesa (Matra) entre outras.
Formado na Supélec, iniciou sua carreira como engenheiro na Dassault Aviation. Posteriormente seria CEO da Matra na década de 1960, numa época que a empresa se destacou nas competições automobilísticas. Em 1977, conhece a modelo mineira Elizabeth Pimenta Lucas, com quem se casaria no ano seguinte. No início da década de 1980, adquire o controle da editora Hachette (que editava  a TV Guide Francesa, Tele 7 Jours e a revista de moda Elle). Ainda nessa década começa a esboçar a criação de seu grupo empresarial (em 1992), através da aquisição da Matra em 1987. Faleceu em 14 de março de 2003 após contrair uma infecção durante uma cirurgia na bacia.